# 松宮康夫
松宮 康夫（まつみや やすお、1915年 - 1995年）は、日本の実業家。東京貿易株式会社創業者、東京貿易社長。

## 経歴
1940年（昭和15年）慶応義塾大学経済学部卒業。
兵役を終えて帰国した後、1947年東京貿易商会(1957年東京貿易に社名変更)を設立。その他日本貿易会、日本鉄鋼輸出組合、日中経済協会、ソ連東欧貿易会、国際貿易促進協会各理事、経済団体連合会評議員、東京商工会議所貿易部会常任委員、経済同友会幹事、日豪経済委員会、日ソ経済委員会各委員、日本・カタール友好協会副会長を務め、1995年取締役会長に就任した。

## 栄典
第1回経済界大賞 敢闘賞受賞
1973年　藍綬褒章受章